# Экитике, Юго
Юго́ Экитике́ (фр. Hugo Ekitike; родился 20 июня 2002, Реймс) — французский футболист, нападающий английского клуба «Ливерпуль».

## Клубная карьера
Юго выступал за молодёжные команды французских клубов «Кормонрёй» "и «Реймс». 12 июля 2020 года подписал с «Реймсом» свой первый профессиональный контракт. 17 октября 2020 года дебютировал в основном составе «Реймса» в матче французской Лиги 1 против «Лорьяна».
29 января 2021 года отправился в аренду в датский клуб «Вайле» до конца сезона. Провёл за команду 11 матчей и забил 3 гола.
12 сентября 2021 года забил свой первый гол за «Реймс» в матче французской Лиги 1 против «Ренна». Стал вторым автором гола во французской Лиге 1 в XXI веке, чья фамилия является палиндромом (одинаково читается в обоих направлениях).
16 июля 2022 года перешёл в «Пари Сен-Жермен» на правах аренды до конца сезона 2022/23 с опцией выкупа. 6 августа 2022 года дебютировал за «парижан» в матче французской Лиги 1 против «Клермона».
1 февраля 2024 года отправился в аренду в немецкий клуб «Айнтрахт» (Франкфурт-на-Майне) с опцией выкупа. 26 апреля 2024 года немецкий клуб активировал опцию выкупа его контракта в размере 16,5 млн евро.
23 июля 2025 года перешёл в английский клуб «Ливерпуль» за 91 млн евро (79 млн фунтов). Игрок подписал с английским клубом шестилетний контракт.

## Карьера в сборной
В октябре 2021 года дебютировал за сборную Франции до 20 лет. В 2024 году дебютировал за сборную Франции до 21 года.

## Достижения
«Пари Сен-Жермен»
- Чемпион Франции: 2022/23